# Konstantinovka (Oblast' dell'Amur)
Konstantinovka (in russo Константиновка?) è un villaggio della Russia estremo-orientale, situato nella oblast' dell'Amur; è il centro amministrativo del distretto Konstantinovskij.
Il villaggio si trova nel bassopiano della Zeja e della Bureja sulla riva sinistra del fiume Amur, al confine russo-cinese, a 95 km da Blagoveščensk.